# Ciudad de los Ángeles (metropolitana di Madrid)
Ciudad de los Ángeles è una stazione della linea 3 della metropolitana di Madrid.
Si trova sotto all'Avenida de Andalucía, nel distretto di Villaverde. La stazione serve i quartieri di Ciudad de los Ángeles ed El Espinillo.
Prima che venissero decisi i nomi delle stazioni del distretto di Villaverde, ci fu una grande disputa per il nome di questa stazione, visto che era conteso tra i quartieri di Ciudad de los Ángeles ed El Espinillo. Il nome definitivo della stazione fu comunicato nel mese di ottobre del 2006 dalla presidentessa della comunità autonoma di Madrid, Esperanza Aguirre.

## Storia
La stazione fu aperta al pubblico il 21 aprile 2007 in corrispondenza dell'ampliamento della linea 3 fino a Villaverde Alto.

## Accessi
Ingresso Ciudad de los Ángeles
- Paseo Gigantes y Cabezudos: Paseo de Gigantes y Cabezudos 12
- Ascensore: Paseo de Gigantes y Cabezudos 12
- Tertulia: Calle de la Tertulia 17